# Marta d'Astorga
Marta d'Astorga és, segons la tradició, una dona nascuda a Asturica Augusta (actual Astorga) al segle iii, i morta durant les persecucions dels cristians en aquella ciutat. És venerada com a santa, amb un culte molt localitzat a Astorga i la seva regió i la seva festa es celebra el 23 de febrer.
No hi ha fonts contemporànies ni antigues que en demostrin l'existència; les actes del martiri, tardanes, abunden en els tòpics habituals en aquest tipus de document. De fet, no indiquen ni lloc de procedència ni de martiri, assenyalant només que va ser sota el regnat de Deci (249-251) i el procònsul Patern, que, en aquell moment governava a l'Àsia Menor. Podria ser que es tractés d'una santa asiàtica i que, arran de l'arribada d'alguna relíquia o per alguna altra raó, fos venerada a Astorga. Amb el temps, per justificar el culte, es va crear una llegenda al voltant, que la faria natural de la ciutat. També és possible que hi hagués algun màrtir d'Astorga realment existent, morta durant la persecució i que s'acabés confonent un possible culte envers aquesta i la de la Marta asiàtica, fins a formar una personalitat diferenciada. La llegenda posterior ha anat afegint detalls difícilment comprovables, com el martiri, l'oferta de casament o el parentiu amb altres sants més coneguts.

## Llegenda
Desconeixem més dades de la Marta real, fora del martiri que narren les actes i la seva ubicació cronològica. Segons la tradició posterior, Marta havia nascut a Asturica Augusta, nucli de població originat per legionaris conversos al cristianisme al nord d'Àfrica i assentats a la zona. És el mateix origen que la tradició atribueix a Sant Marcel de Lleó, militar romà del nord d'Àfrica. Era germana d'un legionari, sant Vidal, que era pare de dos nens, Just i Pastor, també màrtirs i canonitzats. Marta, com a tia seva, se n'ocupà de l'educació cristiana. La versió habitual diu que va morir durant el regnat de Deci, però llavors, és impossible que pogués educar els pretesos nebots, que van morir als nou i tretze anys l'any 303-304. Possiblement, es tracta d'un afegit posterior, de quan es va crear la llegenda asturicenca de la santa.
Fonts com el breviari asturicenc resumeix les actes del seu martiri, que segueixen el patró d'altres actes similars. Obligats els cristians a fer sacrificis als déus pagans, en època de l'emperador Deci o de Dioclecià, al segle iii, va ser denunciada al governador Patern. Va negar-se a rebutjar la seva fe i va ésser torturada: va esguerrar-la amb garfis, cobrint-ne les ferides amb sal i deixada a una masmorra, on va rebre la visita de Crist. Patern li oferí en matrimoni el seu fill, però va continuar negant-s'hi i, finalment, va ser morta amb l'espasa. El seu cos va ser recollit per una noble matrona que li va donar sepultura.

## Veneració
Es va venerar d'antic a la ciutat, on va tenir fama de miraclera. A Carmazana hi havia un monestir que hi era dedicat, i un altre a Santa Marta de Tera. Cap al 1685, va ser anomenada pel consell municipal santa patrona d'Astorga, acord que es va ratificar el 1693 i que va prendre cos en 1741, quan comencen a celebrar-se les festes en honor seu.
La seva festivitat litúrgica és el 23 de febrer, quan la corporació municipal li fa una ofrena a la parròquia de Santa Marta de la ciutat. També se celebra, com a festa major, al final d'agost.
La tradició diu que la parròquia de Santa Marta, una construcció del segle xviii, està edificada sobre l'antiga casa de la santa. Possiblement hi havia un monestir durant l'Edat mitjana.